# Vlag van Calabrië

Vlag van Calabrië

De vlag van Calabrië toont het regionale wapen op een blauwe achtergrond, tussen de gouden woorden regione calabria. De vlag werd aangenomen op 15 juni 1992.

Gonfalone van Calabrië

Het wapen werd aangenomen op 15 juni 1992 en bestaat een ovaalvormig schild met vier kwartieren. De grenzen van de kwartieren zijn diagonaal; het bovenste en onderste kwartier hebben een gele (gouden) achtergrond, de andere twee een witte (zilveren).
In het bovenste kwartier staat een lariks afgebeeld, die veel te zien is in het Silagebergte. In het onderste kwartier staat een Dorisch kapiteel als verwijzing naar Magna Graecia en de erfenis van de oude Grieken. De andere twee kwartieren tonen ieder een kruis: links een Byzantijns kruis en rechts een krukkenkruis.